# Jamel Debbouze
Jamel Debbouze (arabiska: جمال دبّوز), född 18 juni 1975 i Paris, Frankrike, är en fransk skådespelare, komiker och filmproducent av marockanskt ursprung.

## Biografi
Debbouze föddes i Paris (10:e arrondissementet) av marockanska föräldrar som den äldsta av fem bröder. Drygt ett år senare flyttade familjen tillbaka till Marocko för en kortare tid, men återvände till Frankrike 1979 och bosatte sig i Trappes utanför Paris, där Debbouze skulle komma att växa upp.
Hans skådespelarkarriär började på ett tragiskt sätt. Den 17 januari 1990 blev han och en annan pojke, Jean-Paul Admette, påkörda av ett snabbtåg på Trappes järnvägsstation sedan de försökt ta en genväg över ett järnvägsspår. Debbouze överlevde mirakulöst men blev totalförlamad i sin högra arm medan Jean-Paul Admette avled.
På sjukhuset en kort tid efter olyckan mötte han dramatikern Alain Degois som senare skulle bli hans mentor. Degois arbetade vid den tidpunkten med att organisera teaterworkshops och utbildningskurser i improvisationsteater för ungdomar. Debbouze anslöt sig till Degois teatertrupp som drygt ett år senare ställde upp i det franska mästerskapet för improvisationsteater. Under åren som följde turnerade teatertruppen även i Québec och i Marocko.
1992 fick han sin första filmroll i filmen Les Pierres Bleues au Désert och därefter rullade karriären på. Under 1990-talet gjorde han sig ett stort namn i fransk media och har medverkat i ett stort antal filmer och komediprogram, han har även haft ett flertal egna TV-program i fransk TV. Han är idag en av Frankrikes populäraste och mest folkkära personer.
För den svenska publiken har Debbouze kanske främst blivit känd för rollen som Numerobis i Asterix & Obelix: Uppdrag Kleopatra och i Asterix på olympiaden, men också som Lucien i Amelie från Montmartre och som André Moussah i Luc Bessons film Angel-A.

## Filmografi (urval)
- Les Pierres bleues du desert - (1992)
- Les Deux papas et la maman - (1996)
- Y a du foutage de gueule dans l'air - (1996)
- Zonzon - (1998)
- H (TV-serie) - (1998–2004)
- Un pavé dans la mire - (1998)
- Le Ciel, les oiseaux et... ta mère! - (1999)
- Rêve de cauchemar - (1999)
- Les Petits souliers - (1999)
- Elie annonce Semoun - (2000)
- Granturismo - (2000)
- Amélie från Montmartre - (2001)
- Asterix & Obelix: Uppdrag Kleopatra (2002)
- Le Boulet - The Malian guard (2002)
- Les Clefs de bagnole - (2003)
- She Hate Me - Doak (2004)
- Angel-A - (2005)
- Infödd soldat - (2006)
- Asterix på olympiaden - (2008)
- Parlez-moi de la pluie - (2008)
- Outside the Law (2010)